# Élections générales espagnoles de 2015 en Cantabrie
Les élections générales espagnoles de 2015 (en espagnol : Elecciones generales de España de 2015) se sont tenues le dimanche 20 décembre 2015 afin d'élire les 350 députés et 208 des 266 sénateurs de la XIe législature des Cortes Generales. 5 députés sont élus en Cantabrie.

## Résultats

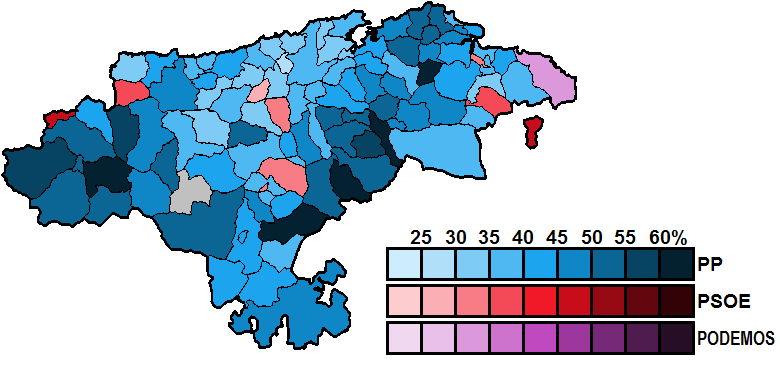
Résultats par commune.

| Parti                  | Parti                                                   | Voix    | %     | +/-   | Sièges | +/-           |
| ---------------------- | ------------------------------------------------------- | ------- | ----- | ----- | ------ | ------------- |
|                        | Parti populaire (PP)                                    | 129 216 | 36,91 | 15,26 | 2      | 2             |
|                        | Parti socialiste ouvrier espagnol (PSOE)                | 78 460  | 22,41 | 2,82  | 1      | en stagnation |
|                        | Podemos                                                 | 62 569  | 17,87 | Nv.   | 1      | 1             |
|                        | Ciudadanos (Cs)                                         | 53 371  | 15,25 | Nv.   | 1      | 1             |
|                        | Gauche unie (IU-UP)                                     | 15 488  | 4,42  | 0,83  | 0      | en stagnation |
|                        | Parti animaliste contre la maltraitance animale (PACMA) | 2 943   | 0,84  | 0,49  | 0      | en stagnation |
|                        | Union, progrès et démocratie (UPyD)                     | 2 875   | 0,82  | 2,77  | 0      | en stagnation |
|                        | Vox                                                     | 901     | 0,26  | Nv.   | 0      | en stagnation |
|                        | Recortes Cero-Grupo Verde (RC-GV)                       | 529     | 0,15  | Nv.   | 0      | en stagnation |
|                        | Parti communiste des peuples d'Espagne (PCPE)           | 461     | 0,13  | 0,03  | 0      | en stagnation |
|                        | Autres partis                                           | 409     | 0,11  | -     | 0      | -             |
|                        | Vote blanc                                              | 2 849   | 0,81  | 0,37  |        |               |
|                        |                                                         |         |       |       |        |               |
| Suffrages exprimés     | Suffrages exprimés                                      | 350 071 | 98,90 |       |        |               |
| Votes nuls             | Votes nuls                                              | 3 904   | 1,10  |       |        |               |
| Total                  | Total                                                   | 353 975 | 100   | -     | 5      | en stagnation |
| Abstention             | Abstention                                              | 144 796 | 29,03 |       |        |               |
| Inscrits/Participation | Inscrits/Participation                                  | 498 771 | 70,97 |       |        |               |